# Grand Prix Formule 1 van Luxemburg 1998
De Grand Prix Formule 1 van Luxemburg 1998 werd gehouden op 27 september 1998 op de Nürburgring.

## Verslag
Ferrari had een goede uitgangspositie voor de race door beide wagens op de eerste startrij te kwalificeren.
De Mclarens moesten genoegen nemen met de derde en vijfde plaats.
In de race passeerde Mika Häkkinen Eddie Irvine door hem uit te remmen.
Toen Michael Schumacher naar de pits ging bleef Häkkinen een aantal ronden langer buiten en reed snelle tijden, zodat hij voor de Duitser weer de baan op kwam.
Hierna wist Häkkinen de leiding te behouden, zodat hij met vier punten voorsprong kon beginnen aan de laatste wedstrijd.

## Uitslag
| Positie | Nummer | Rijder                | Team                | Ronden | Tijd/Opgave      | Startplaats | Punten |
| ------- | ------ | --------------------- | ------------------- | ------ | ---------------- | ----------- | ------ |
| 1       | 8      | Mika Häkkinen         | McLaren-Mercedes    | 67     | 1'32:15.2        | 3           | 10     |
| 2       | 3      | Michael Schumacher    | Ferrari             | 67     | +2.211           | 1           | 6      |
| 3       | 7      | David Coulthard       | McLaren-Mercedes    | 67     | +34.163          | 5           | 4      |
| 4       | 4      | Eddie Irvine          | Ferrari             | 67     | +58.182          | 2           | 3      |
| 5       | 2      | Heinz-Harald Frentzen | Williams-Mecachrome | 67     | +1:00.247        | 7           | 2      |
| 6       | 5      | Giancarlo Fisichella  | Benetton-Playlife   | 67     | +1:01.359        | 4           | 1      |
| 7       | 6      | Alexander Wurz        | Benetton-Playlife   | 67     | +1:04.789        | 8           |        |
| 8       | 1      | Jacques Villeneuve    | Williams-Mecachrome | 66     | +1 Ronde         | 9           |        |
| 9       | 9      | Damon Hill            | Jordan-Mugen-Honda  | 66     | +1 Ronde         | 10          |        |
| 10      | 14     | Jean Alesi            | Sauber-Petronas     | 66     | +1 Ronde         | 11          |        |
| 11      | 18     | Rubens Barrichello    | Stewart-Ford        | 65     | +2 Rondes        | 12          |        |
| 12      | 11     | Olivier Panis         | Prost-Peugeot       | 65     | +2 Rondes        | 15          |        |
| 13      | 19     | Jos Verstappen        | Stewart-Ford        | 65     | +2 Rondes        | 18          |        |
| 14      | 17     | Mika Salo             | Arrows              | 65     | +2 Rondes        | 16          |        |
| 15      | 22     | Shinji Nakano         | Minardi-Ford        | 65     | +2 Rondes        | 20          |        |
| 16      | 21     | Toranosuke Takagi     | Tyrrell-Ford        | 65     | +2 Rondes        | 19          |        |
| NC      | 23     | Esteban Tuero         | Minardi-Ford        | 56     | niet geklasseerd | 21          |        |
| NF      | 10     | Ralf Schumacher       | Jordan-Mugen-Honda  | 53     | Remmen           | 6           |        |
| NF      | 15     | Johnny Herbert        | Sauber-Petronas     | 37     | Motor            | 13          |        |
| NF      | 20     | Ricardo Rosset        | Tyrrell-Ford        | 36     | Motor            | 22          |        |
| NF      | 12     | Jarno Trulli          | Prost-Peugeot       | 6      | Transmissie      | 14          |        |
| NF      | 16     | Pedro Diniz           | Arrows              | 6      | Hydraulica       | 17          |        |

## Statistieken
| Pole-position | Michael Schumacher | Ferrari          | 1:18.802 |
| Snelste ronde | Mika Häkkinen      | McLaren-Mercedes | 1:20.450 |

## Noot
- Dit was de tiende snelste ronde voor een Finse coureur.

1997 · 1998